# Nagroda Kim Dzong Ila
Nagroda Kim Dzong Ila – najważniejsza (wraz z Nagrodą Kim Ir Sena) nagroda państwowa Koreańskiej Republiki Ludowo-Demokratycznej.
Ustanowiona 3 lutego 2012, dla uczczenia 70. rocznicy urodzin północnokoreańskiego lidera. Przyznawana urzędnikom państwowym, a także osobom, które wniosły znaczący wkład w rozwój kultury i sztuki, nauki, edukacji, sportu czy też zasłużyły się pracując w opiece zdrowotnej.